# Bayswater City SC
Der Bayswater City Soccer Club (kurz Bayswater City) ist ein australischer Fußballverein aus Bayswater, einem Vorort der westaustralischen Hauptstadt Perth.

## Geschichte
Der Klub ist das Ergebnis zahlreicher Zusammenschlüsse. So entstand 1980 nach dem Zusammenschluss von Lathlain Meazza (gegr. 1973) und Rosemount Juventus (gegr. 1978) Rosemount Meazza. 1981 schloss sich dieser mit Bayswater United (gegr. 1963) zu Bayswater Inter zusammen. 1995 benannte sich der Verein in Bayswater City um, wenig später erfolgte die Vereinigung mit den Stirling Panthers, wodurch der Verein die nächsten Jahre als Bayswater City Panthers firmierte. Nach der Auflösung des Zusammenschlusses mit den Panthers im Jahr 2003, kehrte man wieder zum bis heute gültigen Namen zurück. Die Wurzeln von Bayswater City liegen, ebenso wie beim Rivalen Perth SC, in der italienischstämmigen Bevölkerung.
Die größten Erfolge des Vereins gelangen in jüngster Vergangenheit. 2013 gewann man jeweils das erste Mal die Staatsmeisterschaft von Western Australia und zudem den westaustralischen Pokalwettbewerb (1:0 gegen den Ashfield SC). 2014 verteidigte man beide Titel erfolgreich. Durch den Pokalsieg 2014 war man auch für die Erstaustragung des FFA Cups qualifiziert, dort scheiterte man in der ersten Runde mit 0:2 am A-League-Klub Melbourne Victory.

## Erfolge
- Staatsmeisterschaft von Western Australia: 2013, 2014, 2015
- Pokalsieger von Western Australia: 2013, 2014